# Křenovice (Dubné)
Křenovice (německy Kschenowitz) jsou osada, část obce Dubné v okrese České Budějovice v Jihočeském kraji. Leží mezi obcí Žabovřesky. Křenovice jsou podle počtu obyvatel druhou největší místní částí Dubného – v roce 2011 zde trvale žilo 379 obyvatel. V osadě jsou dvě historické kapličky.
Součástí Křenovic je také skupina chalup Čtyři zloději (též Křenovické jednoty).

## Historie
První písemná zmínka o vesnici pochází z roku 1382.

## Obyvatelstvo
| Rok            | 1869 | 1880 | 1890 | 1900 | 1910 | 1921 | 1930 | 1950 | 1961 | 1970 | 1980 | 1991 | 2001 | 2011 | 2021 |
| -------------- | ---- | ---- | ---- | ---- | ---- | ---- | ---- | ---- | ---- | ---- | ---- | ---- | ---- | ---- | ---- |
| Počet obyvatel | 285  | 320  | 298  | 322  | 314  | 289  | 287  | 259  | 270  | 302  | 348  | 320  | 335  | 379  | 461  |
| Počet domů     | 41   | 52   | 54   | 54   | 54   | 55   | 61   | 70   | 70   | 71   | 77   | 88   | 101  | 129  | 159  |

## Obecní správa
Od roku 1850 byly Křenovice součástí obce Jaronice, poté se v roce 1890 osamostatnily. Během války v letech 1943–1945 byly připojeny k Dubnému, ale v letech 1945–1960 byly uváděny znovu jako obec. V období od března do 11. června 1960 byly znovu součástí obce Jaronice, poté se Křenovice staly opět součástí Dubného.

## Hospodářství
V Křenovicích sídlí a podniká hudební vydavatelství Česká muzika.

## Pamětihodnosti
- Bývalý panský dvůr
- Kaple svatého Jana Nepomuckého
- Kaple Panny Marie
- Kovárna

## Sportovní aktivity
V Křenovicích se provozuje požární sport v kategoriích mužů, žen i dětí a přípravky.